# Faunis leucis
Faunis leucis är en fjärilsart som beskrevs av Felder 1861. Faunis leucis ingår i släktet Faunis och familjen praktfjärilar. Inga underarter finns listade i Catalogue of Life.